# Hrvaške svetovne igre
Hrvaške svetovne igre (hrvaščina: Hrvatske svjetske igre, angleščina: Croatian World Games) so večšportno amatersko tekmovanje, ki ga organizira Hrvaški svetovni kongres. Neuradno se imenujejo tudi Krolimpijada (angl. Crolympics; tudi Hrolimpijada ali Krolimpijada), s krilaticom "Olimpijske igre s hrvaškim predznakom". Združujejo hrvaške izseljence in njihove potomce, na Hrvaškem pa potekajo vsaka štiri leta. Na igrah športniki hrvaškega porekla, ki živijo po vsem svetu, tekmujejo v več olimpijskih športih. Poleg udeležencev izven Hrvaške sodelujejo tudi športniki iz Hrvaške ter Bosne in Hercegovine. Za udeležence iger ni nujno, da so člani Hrvaškega svetovnega kongresa, niti katerega drugega športnega, kulturnega ali drugega društva. Nastop na igrah poteka v okviru reprezentanc iz različnih koncev sveta, kar pomeni, da tekmovalci nastopajo pod zastavo države, iz katere prihajajo. Športni del iger dopolnjuje kulturno-umetniški program. Čeprav so igre amaterske narave, se jih udeležuje manjše število profesionalnih športnikov in bodočih profesionalcev, ki so še mlajši. 

## Zunajne povezave
- Uradne spletne strani